# Doundouni
Doundouni est une commune rurale située dans le département de Kayao de la province du Bazèga dans la région du Centre-Sud au Burkina Faso.

## Géographie
La ville est par sa population la plus importante du département.

## Santé et éducation
Doundouni accueille un centre de santé et de promotion sociale (CSPS).